# Phycidopsis albovittata
Phycidopsis albovittata är en fjärilsart som beskrevs av George Francis Hampson 1893. Phycidopsis albovittata ingår i släktet Phycidopsis och familjen tandspinnare. Inga underarter finns listade i Catalogue of Life.